# Craspedophysa monteithi
Craspedophysa monteithi är en insektsart som beskrevs av Burckhardt 2009. Craspedophysa monteithi ingår i släktet Craspedophysa och familjen Peloridiidae. Inga underarter finns listade i Catalogue of Life.